# Шайрер, Владимир Иванович
Владимир Иванович Шайрер (род. 16 января 1948 года) — заслуженный тренер Республики Казахстан, мастер спорта СССР, серебряный призер Кубка СССР по боксу, чемпион Казахстана, почетный гражданин города Рудный.

## Биография
Владимир Иванович Шайрер родился 16 января 1948 года. С 1965 по 1976 год был бессменным чемпионом КССР. Становился бронзовым призером Универсиады-70, финалистом Кубка СССР 1970 года. С 1972 года стал работать тренером-преподавателем высшей категории по боксу «Детско-юношеской школы Олимпийского резерва».
Владимир Шайрер тренировал спортсменов, которые достигли заметных результатов в боксе, среди них Владимир Кузьмин, Владимир Сухин, Сергей Бондарев, Александр Дротенко, Андрей Стафеев, Игорь Сырчин, Александр Иванов, Эдуард Савко, Александр Павлов, Ренат Салимьянов, Виталий Монахов, Анатолий Васенев, Семен Олгаренко, Юрий Янов, Тыныбек Кудабаев, Роман Макунев, Владимир Меркулов, Виктор Мешков.
Он был тренером мастера спорта международного класса - трехкратного чемпиона СССР среди юниоров, чемпиона Европы среди юниоров Сергея Лаптиева и мастера спорта международного класса -  чемпиона среди юниоров Европы и чемпиона СССР среди юниоров Олега Заболотского. Стал первым тренером бронзового призера Олимпийских игр Ивана Дычко, и до сих пора работает его личным тренером. Под руководством Владимира Шайрера Иван Дычко завоевал свою первую победу — стал серебряным призером чемпионата мира в городе Гвадалахаре. Когда перед Олимпийскими играми в 2016 году у руководства олимпийской сборной не было финансов, чтобы везти в Лондон личных тренеров спортсменов, Владимир Шайрер поехал в Лондон самостоятельно, чтобы была возможность поддерживать спортсмена своим присутствием. Он жил на окраине Лондона, вдали от Олимпийской деревни. Тренировал также старших братьев спортсмена — Илью и Владимира Дычко. Воспитал 45 мастеров спорта, среди его учеников — чемпионы СССР и 5 мастеров спорта международного класса, И.Дычко - Заслуженный мастер спорта.
27 августа 2013 года Владимиру Шайреру было присвоено звание «Почётного гражданина города Рудного».